# Antilegame

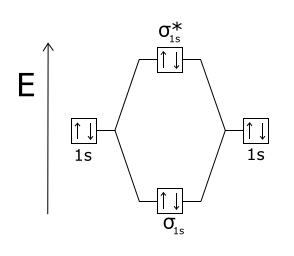

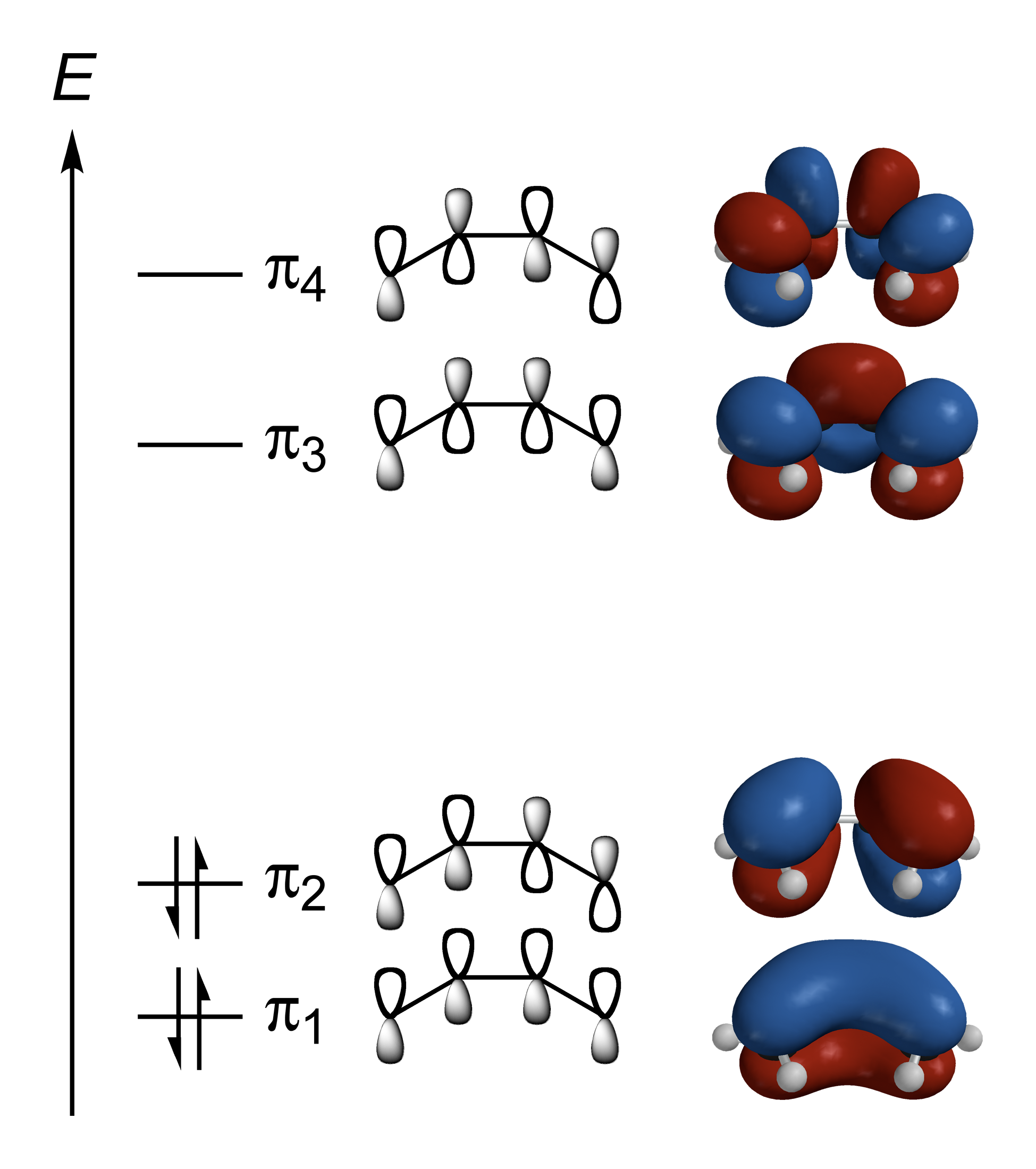

In chimica, un antilegame è un tipo di legame chimico dato dalla sovrapposizione di due orbitali molecolari semipieni.
Un orbitale di legame molecolare diventa un orbitale antilegato quando la densità di elettroni tra i due nuclei è minore di quella che ci sarebbe se i due nuclei fossero separati. Gli orbitali antilegati sono etichettati con l'asterisco (*) nei diagrammi degli orbitali molecolari; essi derivano dalla sovrapposizione fuori fase delle funzioni d'onda e sono caratterizzati da una maggiore energia rispetto agli orbitali legati. Nel caso della molecola biatomica dell'idrogeno (H2) ogni atomo contribuisce all'orbitale con un solo elettrone, perciò solo l'orbitale σ è occupato e la molecola è più stabile dei due atomi separati che la compongono.
Nel corso delle reazioni chimiche l'antilegame più basso in energia di una molecola (LUMO) assume un ruolo fondamentale. Esso interagisce con l'HOMO di un'altra specie chimica distruggendo il legame precedente e formandone uno nuovo. La forma dell'antilegame può anche determinare la traiettoria dell'attacco nucleofilo, come nel caso dell'angolo di Bürgi-Dunitz.